# Carpodectes antoniae
Carpodectes antoniae е вид птица от семейство Cotingidae. Видът е застрашен от изчезване.

## Разпространение
Видът е разпространен в Коста Рика и Панама.